# 胸に輝く星
『胸に輝く星』（むねにかがやくほし、原題：The Tin Star）は、1957年制作のアメリカ合衆国の修正主義西部劇映画。アンソニー・マン監督、ヘンリー・フォンダ主演。
タイトルの「胸に輝く星」とは保安官バッジの事。

## あらすじ
西部のある町の保安官事務所に、1人の髭面の男が馬の背に男の死体を乗せてやってきた。
モーグ・ヒックマンと名乗るその男は、若い保安官のベン・オーエンスに運送会社を襲い金を奪った男を捕えてきたと言い、賞金を要求した。それに対してベンは、賞金は死体の男が犯人であることが確認されるまでは支払われないとモーグに告げる。
モーグは賞金が届くまでその町に留まることにしたが、よそ者の彼はどこからも宿泊を断られる。だが、モーグはキップという少年と出会い、彼の家に泊めてもらうことになった。キップの母・ノナは最近インディアンの夫と死別していた。
ある日、町の牧場主ボガーダスがインディアンを射殺する事件が起きる。ベンはボガーダスを逮捕しようとしたが、ボガーダスは正当防衛を主張、逆にベンを撃とうとした。モーグはそれを見破り、ベンを助けた。実はモーグも昔、保安官をしていたのだ。モーグは拳銃さばきのあまり得意でないベンに指南を行なう。
モーグに賞金が届いたその日、駅馬車の乗客が2人組の賊に殺されるという事件が起きる。ベンは早速捜索隊を組織し、モーグにも参加を呼びかけるが、モーグは何故か参加を拒否する…。

## キャスト
| 役名                   | 俳優                     | 日本語吹替 |
| ---------------------- | ------------------------ | ---------- |
| モーグ・ヒックマン     | ヘンリー・フォンダ       | 小山田宗徳 |
| ベン・オーエンス       | アンソニー・パーキンス   | 西沢利明   |
| ノナ・メイフィールド   | ベッツィ・パーマー       | 三木弘子   |
| キップ・メイフィールド | マイケル・レイ           | 山賀裕二   |
| ミリー                 | メアリー・ウェブスター   | 円木紀久美 |
| マコード医師           | ジョン・マッキンタイア   | 池田忠夫   |
| ボガーダス             | ネヴィル・ブランド       | 渡部猛     |
| エド・マクガフィー     | リー・ヴァン・クリーフ   | 立川雄三   |
| ジーク・マクガフィー   | ピーター・ボールドウィン |            |

- 日本語吹替：初回放送 1970年10月15日『木曜洋画劇場』